# Jaskinia Wodna w Siesławicach
Jaskinia Wodna w Siesławicach (System Jaskinia Wodna w Siesławicach, Schronisko Wodne III) – jaskinia na terenie Niecki Nidziańskiej. Ma dwa otwory wejściowe położone na południowy wschód od wsi Siesławice (Niecka Solecka), w gipsowych zapadliskach (wertepach krasowych), na wysokości 213 m n.p.m. Długość jaskini wynosi 25 metrów, a jej deniwelacja 8 metrów.

## Opis jaskini
Jaskinia Wodna w Siesławicach jest systemem jaskiniowym powstałym z połączenia dwóch małych jaskiń Schroniska Wodnego II i Schroniska Wodnego III. Do obu jaskiń prowadzą niskie otwory wejściowe połączone ze sobą 4-metrowym korytarzem. Jest to jedyna część systemu zalewana wodą tylko okresowo. Pozostałe części jaskini są cały czas pod wodą. Szerszy otwór wejściowy (Schronisko Wodne III) prowadzi do 4-metrowej studni na dnie której zaczynają się trzy korytarze. Pierwszy prowadzi stromo w dół i po 7 metrach przejście blokuje zaklinowana opona od traktora, drugi, krótki, kończy się szczeliną nie do przejścia, trzeci idzie do dużej, niezbadanej sali.

## Przyroda
Jaskinia oprócz korytarzyka łączącego otwory wejściowe jest całkowicie zalana wodą. Badań flory i fauny nie prowadzono.

## Historia odkryć
Jaskinie Schronisko Wodne II i Schronisko Wodne III były znane od dawna. Połączono je w czasie sesji terenowej 36. Sympozjum Speleologicznego w Pińczowie w 2002 roku. W 2003 roku odkryto studnię i odchodzące z jej dna korytarze. Pierwszy opis i plan całej jaskini sporządził J. Niekludow w 2003 roku.